# سعيد بن محمد الغامدي
سعيد بن محمد الغامدي مهندس سعودي يشغل منصب رئيس مجلس إدارة البنك الاهلي السعودي من 27 مارس 2023، وسبق له تولي العديد من المناصب من بينها منصب الرئيس التنفيذي للبنك الأهلي السعودي من أبريل 2021 إلى 26 مارس 2023.

## التعليم
حصل على درجة البكالوريوس بكلية علوم وهندسة الحاسب الآلي من جامعة الملك فهد للبترول والمعادن.

## المسيرة المهنية
- بدأ حياته العملية كمهندس كمبيوتر بوزارة الدفاع والطيران السعودية، وقد شغل العديد من المناصب لدى مصرف الراجحي بما في ذلك وظيفة كبير مسئولي تقنية المعلومات، والمدير العام لتقنية المعلومات والعمليات، قبل أن يصبح مديراً لمصرفية الأفراد في العام 2003م. وفي منصبه السابق كمدير عام لمجموعة مصرفية الأفراد كان مسئولاً عن عدد من المشاريع الرائدة بما في ذلك مشاريع رئيسية في مجالات تطوير تقنية المعلومات وعلاقات العملاء.[3]
- كما ترأس الفريق الذي أسس مصرف الراجحي في ماليزيا وفرع المصرف في كل من الكويت والأردن ، كما كان خلال عمله في مصرف الراجحي عضوا ًفي مجلس إدارة كل من، مصرف الراجحي ماليزيا، الراجحي المالية ،الراجحي تكافل.
- وشغل سابقاً منصب الرئيس التنفيذي للبنك الاهلي التجاري من مارس 2013 وحتى مايو 2018،[4] وكان شغل منصب رئيس مجلس إدارة البنك الاهلي التجاري من 5 مايو 2018 حتى أبريل 2021،[5] ثم شغل منصب الرئيس التنفيذي للبنك الأهلي السعودي مرة ثانية من أبريل 2021 إلى 26 مارس 2023.[6]
- عاد لتولي منصب رئيس مجلس إدارة البنك الأهلي السعودي للمرة الثانية من 27 مارس 2023.[1]